# Hôpital Hilltop
Hôpital Hilltop est une série télévisée d'animation en pâte à modeler franco-germano-britannique en 52 épisodes de dix minutes, adaptée des livres éponymes de Nicholas Allan (en), réalisée par Pascal Le Nôtre et produite par Folimage. Elle est diffusée au Royaume-Uni à partir du 27 septembre 1999 sur CITV, en Allemagne à partir du 17 août 2000 sur ZDF, en France à partir du 6 septembre 2000 sur France 3 dans l'émission T O 3 en 2003, sur France 5 dans Zouzous à partir du 11 juin 2012 ainsi que sur TiJi.
Au Québec, la série a été diffusée à partir du 3 janvier 2001 sur VRAK.TV.

## Synopsis
Cette parodie d’Urgences, destinée aux enfants âgés de 3 à 6 ans, met en scène l'équipe médicale de l'hôpital Hilltop. Le service des urgences est dirigé par le docteur Matthews qui est un chien. L'anesthésiste, le docteur Atticus, est une tortue ; la chirurgienne, Suzanne, une femelle hippopotame et l'infirmière, Cathy, une chatte. On compte également Félicité, une koala psychologue, Ted et Fred, des ours jumeaux ambulanciers, ainsi que Claire et Arthur, un couple de rats de laboratoire.

## Fiche technique
- Réalisation : Pascal Le Nôtre
- Scénario : Robin Lyons, Nicholas Allan et Andrew Offiler
- Direction d'acteur : Nathalie Homs

## Voix françaises
- Michel Raimbault : Docteur Matthews
- Bernard Bouillon : Docteur Atticus
- Philippe Bozo : Ted et Fred
- Emma Deschandol : l'infirmière Cathy
- Évelyne Grandjean : Docteur Suzanne et l'infirmière Dany
- Danièle Hazan : Félicité et Mme Cornedure
- Olivier Jankovic : Arthur et Monsieur Lion
- Sylvain Savard : Lucien le canard et Victor l'éléphanteau
- Frédérique Wojcik-Garbiès : Claire
- Patrice Baudrier, Pascale Jacquemont, Hervé Caradec, Stéphanie Murat, Catherine Gentil, Arthur Dussaux, Clara Quilichini, Caroline Combes, Emmylou et Walter Homs : voix additionnelles

## Épisodes

### Saison 1 (1999-2000)
1. Coup de cœur à Hilltop
2. Une histoire d'œuf
3. La Banque du sang
4. Le grand évènement
5. On donne à Hilltop
6. Le grand match
7. Le dernier jour de Gertrude Carapace
8. Au feu !
9. Joyeux anniversaire, Dr Matthews !
10. Une maladie mystérieuse
11. Radio Hilltop
12. Cathy joue la starlette
13. Le fantôme de l'hôpital
14. Myope comme une taupe
15. Un accident est si vite arrivé
16. Une équipe en forme
17. Un beau mariage
18. Dites-le avec des fleurs
19. Une bonne pâtée
20. Max la fouine
21. Bouche à bouche
22. Tel qu'il est, il me plait
23. Un battement d'ailes
24. Un ours qui ne partage pas
25. Un chien dans l'espace
26. Le secret de Pamela

### Saison 2 (2000-2001)
1. Les lits secrets
2. Sans défense
3. La main dans le sac
4. Un hérisson hyperactif
5. Attention les yeux
6. Un rire contagieux
7. La petite brute
8. Un coup de soleil
9. Les poux
10. Une nuit à l'hôpital
11. Un bon croquis
12. Une mémoire d'éléphant
13. G… G… Gaspard
14. Mon beau sapin
15. La sécurité avant tout
16. Pipi au lit
17. Le jour de l'inspection
18. Mal d'oreille
19. Mal dans sa peau
20. Le sourire
21. Quel talent !
22. La boulimie
23. Plein les pattes
24. Les sœurs siamoises
25. Les pieds gelés
26. Matthews a le blues